# Краснянский, Михаил Порфирьевич
Михаил Порфирьевич Краснянский (7 ноября 1907, Ташкент — 6 апреля 1986, там же) — советский кинооператор. Заслуженный деятель искусств Узбекской ССР (1965).

## Биография
Родился в 1908 году в Ташкенте. С 1926 года работал на студии «Узбекфильм» — ассистентом оператора, вторым оператором и оператором-постановщиком.
Первым фильмом, на котором Краснянский работал в качестве оператора-постановщика, стала картина «Алишер Навои» (1947). Его работа в этой картине получила положительную оценку киноведа Д. Тешабаева: «Высокий идейный и эстетический уровень картины обеспечен во многом искусством оператора М. Краснянского. Оператор избегает всякой манерности, формалистических изысков. Он идет от самой жизни, от естественного хода драматического действия, характеров героев. Eгo светлая, мягкая фотография своей доходчивостью, ясностью мысли помогает понять происходящие события, осмыслить человеческое поведение».
В 1970 году совместно с режиссёром, сценаристом и ведущими актёрами стал лауреатом Государственной премии Узбекской ССР имени Хамзы за фильм «Минувшие дни».
Был постоянным оператором сатирического киножурнала «Наштар».
Скончался 6 апреля 1986 года, похоронен на Боткинском кладбище Ташкента.

## Избранная фильмография

### Оператор
- 1945 — Тахир и Зухра
- 1947 — Алишер Навои
- 1952 — Пахта-Ой
- 1954 — Сёстры Рахмановы
- 1958 — Очарован тобой
- 1959 — Фуркат
- 1963 — Пятеро из Ферганы
- 1964 — Трудный путь
- 1968 — Поэма двух сердец
- 1969 — Минувшие дни

## Награды
- 1959 — Медаль «За трудовое отличие»
- 1965 — Заслуженный деятель искусств Узбекской ССР
- 1970 — лауреат Государственной премии Узбекской ССР имени Хамзы